# Callicarpa gracilis
Callicarpa gracilis är en nässeldjursart som beskrevs av Fewkes 1881. Callicarpa gracilis ingår i släktet Callicarpa och familjen Plumulariidae. Inga underarter finns listade i Catalogue of Life.